# Lonrai
Lonrai är en kommun i departementet Orne i regionen Normandie i nordvästra Frankrike. Kommunen ligger i kantonen Alençon 1er Canton som tillhör arrondissementet Alençon. År 2022 hade Lonrai 1 084 invånare.

## Befolkningsutveckling
Antalet invånare i kommunen Lonrai
| Referens: INSEE |